# Jimmy Turnbull
Jimmy Turnbull (Bannockburn, 23 maggio 1884 – ...) è stato un calciatore scozzese, di ruolo attaccante.

## Carriera
Attaccante, veste le maglie di diverse società scozzesi, approdando al Manchester United nel maggio del 1907. Esordisce il 28 settembre 1907 contro il Chelsea (1-4), sbloccandosi alla seconda giornata di campionato contro il Nottingham Forest (4-0). È tra i protagonista del titolo vinto nel 1908, segnando 10 reti in 26 giornate di campionato. Verso la fine di aprile 1908 gioca la Charity Shield contro il QPR: la finale si chiude 1-1 e nel replay, giocato ad agosto, Turnbull segna una tripletta, consentendo all'United di alzare la prima supercoppa inglese della sua storia (4-0 finale). Nella stagione seguente è nuovamente protagonista: va a segno durante tutto il mese di settembre decidendo a favore dei Red Devils le partite contro Preston North End (3-0, doppietta), Bury (2-1, doppietta), Middlesbrough (6-3, quaterna), Manchester City (2-1) e Liverpool (3-2, doppietta). Particolarmente rilevante il poker contro il Middlesbrough realizzato il 12 settembre: solo in questa occasione ha messo a segno quattro reti in una sola partita con il Manchester United. Durante la stagione risulta decisivo sia in campionato, segnando una doppietta all'Everton (2-2), sia in FA Cup contro Blackburn Rovers (6-1, tripletta) e Burnley (3-2, doppietta) consentendo alla sua squadra di raggiungere la finale: l'United batte il Bristol City per 1-0 e vince la sua prima storica FA Cup. A fine stagione conta 28 presenze e 22 reti. Nella stagione 1909-1910 firma una doppietta alla prima giornata contro il Bury (2-0). Il primo marzo del 1910 Turnbull viene sospeso dal club sine die e non percepisce più lo stipendio. Il 6 aprile 1910 gioca la sua ultima partita con i Red Devils contro l'Everton: sigla due reti, permettendo all'United di vincere per 3-2. Nel settembre del 1910 si trasferisce al Bradford.
Con il Manchester United totalizza 78 incontri e 45 marcature. La squadra alla quale ha segnato più reti durante la sua permanenza a Manchester è il Blackburn: Turnbull mise a segno 6 reti in altrettanti incontri.

## Palmarès

### Club

#### Competizioni nazionali
- Campionato inglese: 1

Manchester United: 1907-1908
- Charity Shield: 1

Manchester United: 1908
- Coppa d'Inghilterra: 1

Manchester United: 1908-1909

### Individuale
- Capocannoniere del campionato irlandese: 1

1935-1936 (37 gol)